# Medal Pierre de Coubertina
Medal Pierre'a de Coubertina ((ang.) Pierre de Coubertin medal, (fr.) La médaille Pierre de Coubertin) – nagroda przyznawana przez Międzynarodowy Komitet Olimpijski byłym i obecnym sportowcom, promotorom sportu, sędziom i innym osobom zaangażowanym w igrzyska, które w szczególny sposób oddają ducha olimpijskiej rywalizacji, prezentując przy tym niezwykłe zaangażowanie na rzecz całego ruchu. Jako pierwszy otrzymał go w 1964 roku Luz Long – jeden z bohaterów igrzysk olimpijskich w Berlinie.
Medal został ustanowiony w 1964 roku i nazwany na cześć barona Pierre'a de Coubertina, twórcy współczesnego ruchu olimpijskiego. Jak podano na oficjalnej stronie MKOl ", jest to jedna z najbardziej zaszczytnych nagród, którymi mogą być honorowani uczestnicy Igrzysk Olimpijskich".
Czasem medal jest uważany za najwyższą nagrodę ruchu olimpijskiego, bardziej znaczącą niż złoty medal olimpijski.

## Nagrodzeni
| Sportowiec              | Kraj              | Wydarzenie                        | Nagrodzony                             | Miejsce                            |
| ----------------------- | ----------------- | --------------------------------- | -------------------------------------- | ---------------------------------- |
| Luz Long                | Rzesza Niemiecka  | Letnie Igrzyska Olimpijskie 1936  | (Przyznane pośmiertnie)                | Berlin (Niemcy)                    |
| Emil Zátopek            | Czechosłowacja    | Letnie Igrzyska Olimpijskie 1952  | 6 grudnia 2000 (Przyznane pośmiertnie) | Helsinki (Finlandia)               |
| Eugenio Monti           | Włochy            | Postawa godna sportowca           | 1964                                   | Innsbruck (Austria)                |
| Karl Heinz Klee         | Austria           | Zimowe Igrzyska Olimpijskie 1976  | luty 1977                              | Innsbruck (Austria)                |
| Franz Jonas             | (Austria)         | -                                 | lipiec 1969                            | -                                  |
| Lawrence Lemieux        | Kanada            | Letnie Igrzyska Olimpijskie 1988  | wrzesień 1988                          | Seul (Korea Południowa)            |
| Raymond Gafner          | Szwajcaria        | -                                 | 1999                                   | -                                  |
| Tana Umaga              | Nowa Zelandia     | Testowy mecz rugby w 2003 roku    | czerwiec 2003                          | Cardiff (Walia)                    |
| Spencer Eccles          | Stany Zjednoczone | Zimowe Igrzyska Olimpijskie 2002  | luty 2002                              | Salt Lake City (Stany Zjednoczone) |
| Vanderlei de Lima       | Brazylia          | Letnie Igrzyska Olimpijskie 2004  | 29 sierpnia 2004                       | Ateny (Grecja)                     |
| Jelena Nowikowa-Biełowa | Białoruś          | Zasługi dla Ruchu Olimpijskiego   | 17 maja 2007                           | Mińsk (Białoruś)                   |
| Shaul Ladany            | Izrael            | Wyjątkowe osiągnięcia             | 17 maja 2007                           | Mińsk (Białoruś)                   |
| Petar Cupać             | Chorwacja         | Letnie Igrzyska Olimpijskie 2008  | 18 listopada 2008                      | Budapeszt (Węgry)                  |
| Pavle Kostov            | Chorwacja         | Letnie Igrzyska Olimpijskie 2008  | 18 listopada 2008                      | Budapeszt (Węgry)                  |
| Ivan Bulaja             | Chorwacja         | Letnie Igrzyska Olimpijskie 2008  | 18 listopada 2008                      | Budapeszt (Węgry)                  |
| Ron Harvey              | Australia         | -                                 | kwiecień 2009                          | -                                  |
| Éric Monnin             | Francja           | specjalista edukacji olimpijskiej | sierpień 2012                          | Lozanna (Szwajcaria)               |
| Richard Garneau         | Kanada            | Zimowe Igrzyska Olimpijskie 2014  | luty 2014 pośmiertnie                  | Soczi (Rosja)                      |
| Michael Hwang           | Singapur          | Propagowanie Ruchu Olimpijskiego  | 13 października 2014                   | Incheon (Korea Południowa)         |
| Nikki Hamblin           | Nowa Zelandia     | Letnie Igrzyska Olimpijskie 2016  |                                        | Rio de Janeiro (Brazylia)          |
| Abbey D’Agostino        | Stany Zjednoczone | Letnie Igrzyska Olimpijskie 2016  |                                        | Rio de Janeiro (Brazylia)          |